# Grand Prix Włoch na żużlu
Grand Prix Włoch w sporcie żużlowym to zawody z cyklu żużlowego Grand Prix.
Pierwszy raz o Wielką Nagrodę Włoch żużlowcy walczyli w sezonie 1996, kiedy to włoska runda zastąpiła austriacką. Zawody wygrał aktualny Mistrz Świata Duńczyk Hans Nielsen.
Włoską rundę zastąpiło jednak Grand Prix Czech. Przez kolejne 8 lat we Włoszech nie rozgrywano zawodów Grand Prix. Dopiero w 2005 zastąpiła Grand Prix Norwegii, jako ostatnią (dziewiątą) eliminację.
Stadion w Lonigo był wyjątkowo prowincjonalny w porównaniu do pozostałych aren Grand Prix: brak trybun – kibice rozkładają koce na usypanej górce wokół toru. Dlatego też od roku 2009 GP Włoch przeniesiono do Terenzano.
Wielka Nagroda Włoch najczęściej, bo czterokrotnie, trafiała w ręce Duńczyków: po jednym triumfie wspomnianego Nielsena, a także Nickiego Pedersena, Hansa Andersena i Nielsa Kristiana Iversena. Dwa triumfy zanotowali Polacy, oba były dziełem Tomasza Golloba.

## Podium
| Sezon | Nr tur.        | Miejsce   | Stadion              |                        |                  |                  |
| 1996  | 1 (8) wyniki   | Lonigo    | Stadion Santa Marina | Hans Nielsen           | Billy Hamill     | Tony Rickardsson |
| 2005  | 2 (79) wyniki  | Lonigo    | Stadion Santa Marina | Tony Rickardsson       | Jason Crump      | Greg Hancock     |
| 2006  | 3 (85) wyniki  | Lonigo    | Stadion Santa Marina | Jason Crump            | Scott Nicholls   | Hans N. Andersen |
| 2007  | 4 (90) wyniki  | Lonigo    | Stadion Santa Marina | Nicki Pedersen         | Greg Hancock     | Wiesław Jaguś    |
| 2008  | 5 (110) wyniki | Lonigo    | Stadion Santa Marina | Hans N. Andersen       | Bjarne Pedersen  | Jason Crump      |
| 2009  | 6 (121) wyniki | Terenzano | Olympia Stadium      | Tomasz Gollob          | Hans N. Andersen | Nicki Pedersen   |
| 2010  | 7 (132) wyniki | Terenzano | Olympia Stadium      | Tomasz Gollob          | Chris Harris     | Greg Hancock     |
| 2011  | 8 (139) wyniki | Terenzano | Olympia Stadium      | Andreas Jonsson        | Greg Hancock     | Antonio Lindbäck |
| 2012  | 8 (152) wyniki | Terenzano | Olympia Stadium      | Antonio Lindbäck       | Emil Sajfutdinov | Greg Hancock     |
| 2013  | 9 (164) wyniki | Terenzano | Olympia Stadium      | Niels Kristian Iversen | Tai Woffinden    | Emil Sajfutdinov |

- Zwycięzcy

2x – Tomasz Gollob

1x – Hans N. Andersen, Jason Crump, Andreas Jonsson, Antonio Lindbäck, Hans Nielsen, Nicki Pedersen, Tony Rickardsson, Niels Kristian Iversen
- Finaliści

5x – Greg Hancock

4x – Jason Crump

3x – Leigh Adams, Hans N. Andersen, Nicki Pedersen

2x – Tomasz Gollob, Antonio Lindbäck, Tony Rickardsson, Emil Sajfutdinov

1x – Kenneth Bjerre, Wiesław Jaguś, Billy Hamill, Chris Harris, Andreas Jonsson, Tommy Knudsen, Scott Nicholls, Hans Nielsen, Bjarne Pedersen, Martin Vaculik, Grzegorz Walasek, Niels Kristian Iversen, Tai Woffinden, Matej Žagar